# 총순 구종명 영세 불망비
총순 구종명 영세 불망비는 전라남도 목포시 죽동에 있다. 2012년 5월 21일 목포시의 문화유산 제5호로 지정되었다.

## 개요
이 비는 현 죽동 초원빌라 담장 왼편 모서리에 자리하고 있으며 총순 구종명을 기념하기 위한 것이다. 비의 전면에는 ‘總巡具公鐘鳴永世不忘碑(총순구공종명영세불망비)’, 후면에는‘光武十年(광무십년)이라는 건립년도(1906년)가 새겨져 있다. ’구종명(具鍾鳴)은 경무서(警務署) 소속 경찰로 당시 직책이 총순(總巡)이었다.